# Pyrausta metasialis
Pyrausta metasialis là một loài bướm đêm trong họ Crambidae.